# Experiment –⁠ The barrier task
V průběhu experimentu The Barrier Task má dvojice účastníků nejdříve za úkol seznámit se s jednotlivými tvary a konkrétními obrazci tangramových skládaček a poté je musí poskládat v zadaném pořadí od nejlehčí tangramové skládačky po nejtěžší.

## Teoretické východisko experimentu
Experiment The Barrier Task vychází z koncepce kolaborativního učení, nebo také kooperativního učení. Tyto koncepce učení vychází z konstruktivistické teorie o zóně nejbližšího vývoje Lva Vygotského. Jde o učení ve skupině, která spolupracuje na dosažení určitého cíle. Podle Průchy et al. (2003, s. 107) jsou řešitelé v rámci kooperativního učení vedeni k tomu „…aby si dokázali rozdělit sociální role, naplánovali si celou činnost, rozdělili si dílčí úkoly, naučili se radit si, pomáhat, slaďovat úsilí, kontrolovat jeden druhého…“ Za splnění úlohy nesou odpovědnost všichni členové skupiny. Spolupráce by měla být založena na otevřené komunikaci, důvěře, sdílení a podpoře.

## Popis experimentu
První účastník je v roli „navigátora“ – má k dispozici kartičku s vyobrazeným tangramem, který jeho kolega musí poskládat. „Navigátor“ se snaží tvar vyobrazený na kartičce popsat co možná nejlépe tak, aby kolega dokázal tangram na základě pokynů úspěšně složit. Dvojice vidí pouze své obličeje, nemohou si navzájem ukázat kartičku s předlohou, případně samotnou skládačku. Tento na první pohled zábavný experiment je zaměřen především na spolupráci dvojice a na přístup dvojice k řešení problémů. Experiment demonstruje interakci v reálném životě.
V rámci experimentu jsou hodnocené 3 hlavní aspekty – čas, který dvojice potřebuje pro splnění zadání, počet slov, které dvojice použije na domluvu pro správné splnění zadání a celkový počet interakcí. Hlavní výzkumnou metodou je standardizované pozorování, experiment se natáčí na video a nahrávka se následně analyzuje. Pro vyhodnocení výsledků je využita kvantitativní analýza rozptylu.

## Realizace experimentu
Experiment realizovala skupina vědkyň pod vedením Catherine Crompton. Crompton se se svým výzkumným týmem ve studii Learning with friends and strangers věnovala tématu kolaborativního učení v dospělosti a zkoumala, jaký vliv má na spolupráci a učení fakt, že se lidé znají, případně neznají. Crompton et al. vycházely z předpokladu, že kolaborativní učení s blízkým člověkem by mělo zefektivnit proces učení více, než když se člověk učí sám nebo s člověkem cizím.

### Výzkumný vzorek
Výzkumu se zúčastnilo celkem 48 dospělých. Dospělé bylo možné rozdělit podle věku na dvě skupiny – na 24 dospělých v období plné dospělosti ve věku od 18 do 30 let a na 24 dospělých v období stárnutí ve věku od 60 do 80 let. Ve skupině byla rovnoměrně zastoupena obě pohlaví.
Jeden výzkumný vzorek tvořila dvojice participantů, přičemž se bral v potaz faktor známosti (tzn. jestli se participanti znají či ne a pokud ano, jak dlouho), konkrétní věk participantů a jejich individuální kognitivní vlastnosti (př. paměť, IQ...).

### Stanovení hypotéz
Výzkumný tým si pro výzkum stanovil 3 následující hypotézy:
1. Starší skupina dospělých (60-80 let) je v počátečních fázích experimentu méně efektivní v porovnání s mladší skupinou dospělých (18-30 let), především kvůli individuálním kognitivním vlastnostem participantů, ale se získáváním zkušeností ze skládání tangramů se bude rozdíl mezi oběma skupinami stírat.
2. Známost je významným faktorem, který ovlivňuje efektivitu a úspěšnost konkrétní dvojice, přičemž nezáleží na věku.
3. Individuální kognitivní vlastnosti hrají roli v efektivitě a úspěšnosti při spolupráci, přičemž nezáleží na věku.

### Výsledky výzkumu
První hypotéza se podařila Catherine Crompton et al. potvrdit. Participanti ze starší skupiny dospělých byli opravdu méně efektivní než participanti z mladší skupiny dospělých. Účastníci ze starší skupiny dospělých používali pro úspěšné dokončení experimentu The Barrier Task více slov a potřebovali více času než participanti ze skupiny mladších dospělých. Při opakování experimentu byli participanti ze starší skupiny dospělých stále značně méně efektivní než participanti ze skupiny mladších dospělých, ačkoliv rozdíl mezi oběma skupinami se zmenšil. Opakování bylo celkem devět. Dá se očekávat, že by se rozdíl mezi skupinami vyrovnal při vyšším počtu opakování.
Druhá hypotéza měla překvapivý výsledek, poněvadž nebyla potvrzena, nýbrž vyvrácena. Faktor známosti nemá vliv na kolaborativní učení. Účastníci měli stejnou míru úspěšnosti při kooperaci s blízkým člověkem, jako při spolupráci s cizím člověkem. Výzkumníci z tohoto zjištění vyvodili závěr, že samotná kooperace je dostatečná pro zefektivnění procesu učení.
Třetí hypotéza nebyla ani potvrzena, ani vyvrácena, analýza prokázala nejednoznačné výsledky. Vědci sice vypozorovali korelaci mezi skupinou starších dospělých a individuálním stavem jejich paměti, ale tato korelace nebyla sledována u skupiny mladších dospělých. Je proto možné učinit závěr, že individuální kognitivní vlastnosti hrají roli v efektivitě a úspěšnosti při kolaborativním učení pouze u starší skupiny dospělých.